# لافاييت إس. فوستر
لافاييت إس. فوستر (بالإنجليزية: Lafayette S. Foster)‏ هو محامي وقاضي وسياسي أمريكي، ولد في 22 نوفمبر 1806 في فرانكلين في الولايات المتحدة، وتوفي في 19 سبتمبر 1880 في نورويتش في الولايات المتحدة. حزبياً، نشط في حزب اليمين والحزب الجمهوري. وقد انتخب عضو مجلس نواب كونيتيكت وانتخب عضو مجلس الشيوخ الأمريكي.